# Błękit metylenowy

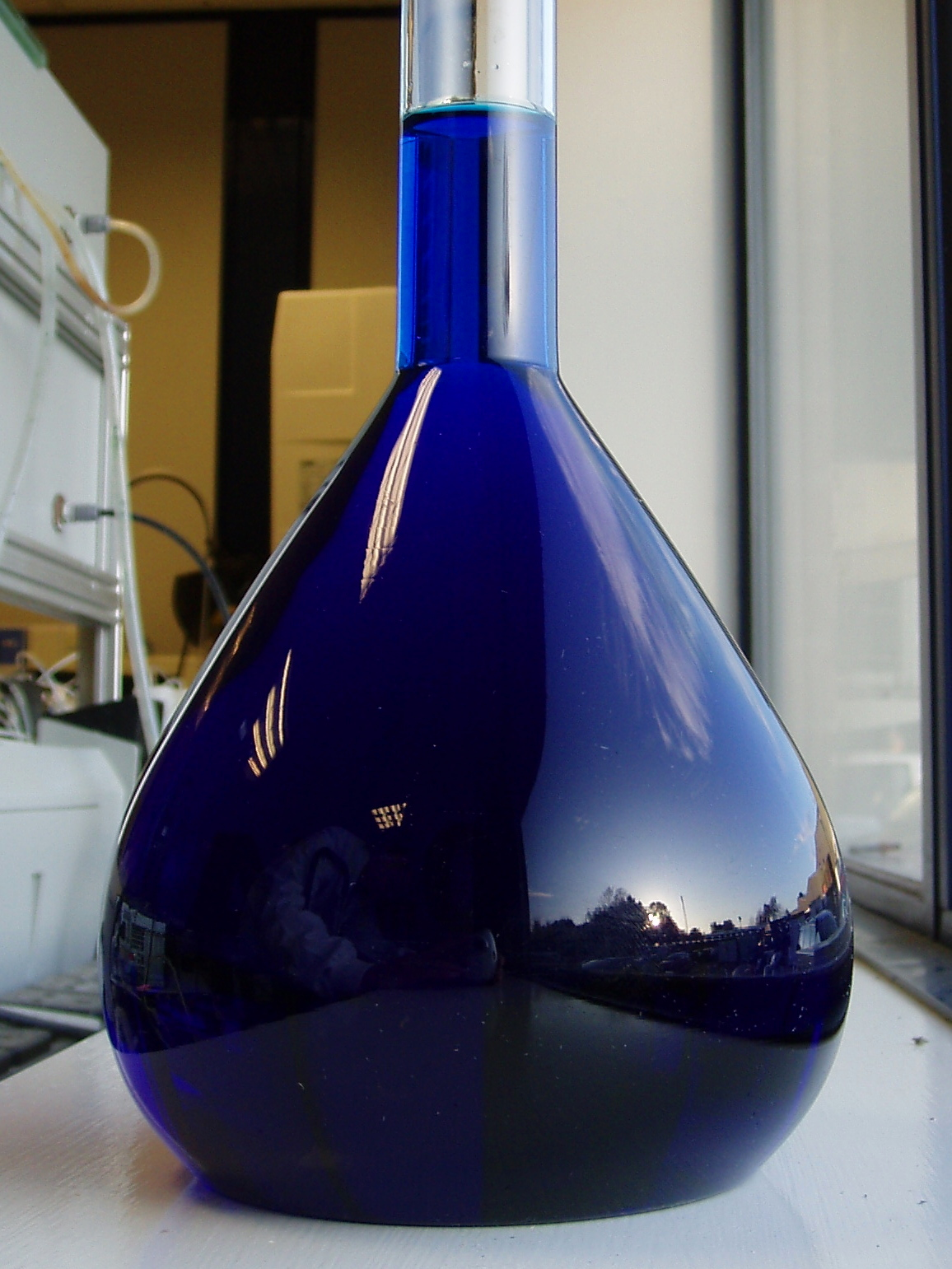
Roztwór wodny błękitu metylenowego

Błękit metylenowy – organiczny związek chemiczny, pochodna 1,4-tiazyny, barwnik tiazynowy o charakterze soli.
Używany jako wskaźnik pH. W roztworach mocno kwasowych barwi się na zielono, w roztworach lekko kwasowych, obojętnych i zasadowych przyjmuje barwę od błękitnej do granatowej. Znajduje zastosowanie również jako barwnik w biologii, ma też wiele zastosowań w medycynie. Wg Farmakopei Polskiej z 1965 r. stosowany jako środek diagnostyczny, przeciwbakteryjny oraz przy zatruciach cyjankami i czadem. Używany przy identyfikacji gatunków grzybów.
W akwarystyce używany jako lek na różne choroby ryb.